# کتاب‌شناسی نوآم چامسکی
نوشته‌های نوآم چامسکی را می‌شود دستِ کم به دو دستهٔ سیاسی/فلسفی و زبان‌شناختی تقسیم کرد:

## سیاسی و فلسفی
- آمریکای بزرگ و حقوق بشر - ترجمهٔ بهزاد باشی - انتشارات آگاه (۱۳۶۴)
- دهه جنگ سرد: روند جنگ سرد در دههٔ ۱۹۸۰ - ترجمهٔ شاهرخ وزیری (۱۳۶۴)
- مثلث سرنوشت‌ساز، فلسطین، آمریکا و اسرائیل - ترجمهٔ عزت‌الله شهیدا (۱۳۶۹)
- دمکراسی بازدارنده - ترجمهٔ غلامرضا تاجیک ۱۳۷۲ (چاپ دیگری از این کتاب: ترجمهٔ مهوش غلامی - انتشارات اطلاعات - ۱۳۸۸)
- گفتگو با نوام چامسکی - دیوید بارسامیان - ترجمهٔ عباس مخبر - نشر مرکز (۱۳۷۳)
- نظم‌های کهنه و نوین جهانی - ترجمهٔ مهبد ایرانی‌طلب - انتشارات اطلاعات (۱۳۷۵)
- بهره‌کشی از مردم: نئولیبرالیسم و نظم‌جهانی - ترجمهٔ حسن مرتضوی - نشر دیگر٫ چاپ اول (۱۳۷۹)
- دیدگاه‌های متعارض در مورد نظام جهانی - ترجمهٔ ناصر بلیغ - انتشارات ادارهٔ کل تحقیق و توسعهٔ رادیو (صدا) (۱۳۷۹)
- دولت‌های سرکش: حکومت زور در امور جهان - ترجمهٔ مهرداد وح‍دت‍ی دان‍ش‍م‍ن‍د - وزارت ف‍ره‍ن‍گ و ارش‍اد اس‍لام‍ی، س‍ازم‍ان چ‍اپ و ان‍ت‍ش‍ارات (۱۳۸۰)
- فهمِ قدرت: دغدغهٔ دائمی چامسکی - ترجمهٔ دکتر احمد عظیمی بلوریان - مؤسسه خدمات فرهنگی رسا (۱۳۸۲)
- ۱۱ سپتامبر - ترجمهٔ ضیاء خسروشاهی - نشر درسا (۱۳۸۳)
- سلطه یا بقا: طرح سلطهٔ آمریکایی - ترجمهٔ علیرضا ثقفی (۱۳۸۵) (چاپ دیگری با نام: هژمونی یا بقا: تلاش آمریکا برای سیطرهٔ جهانی - ترجمهٔ آسوده نوین - انتشارات اطلاعات - ۱۳۸۷)
- کنترل رسانه - ترجمهٔ ضیا خسروشاهی- انتشارات درسا ۱۳۸۶ (چاپ دیگری با نام: حاکمیت بر رسانه‌ها - ترجمهٔ سعید ساری اصلانی - نشر اینترنتی ۲۰۰۶)
- روز بازپسین دولت‌های سرکش - ادوارد سعید، نوام چامسکی - ترجمهٔ مسعود خیرخواه - انتشارات نقش و نگار (۱۳۸۷)
- تلاش آمریکا برای حاکمیت جهانی- ترجمهٔ ضیا خسروشاهی- انتشارات درسا (۱۳۸۷)
- جاه طلبی‌های امپراتوری - ترجمهٔ حسن بلیغ - انتشارات اختران - (۱۳۸۵) (چاپ دیگری با ترجمهٔ ضیا خسروشاهی - انتشارات درسا - ۱۳۸۷)
- دولت‌های فرومانده - ترجمهٔ اکرم پدرام‌نیا - انتشارات افق (۱۳۸۷)
- چتر قدرت آمریکا: اعلامیهٔ جهانی حقوق بشر و تناقض با سیاست آمریکا - ترجمهٔ سعید ساری اصلانی - مؤسسهٔ فرهنگی و اطلاع‌رسانی تبیان (۱۳۸۷)
- ایالات شکست خورده: سوء استفاده از قدرت و حمله به دموکراسی - ترجمهٔ یعقوب نعمتی وروجنی - انتشارات جام جم (۱۳۸۷)[۱]
- جنگ بیست و دو روزه - چامسکی و دیگران - ترجمهٔ زهرا مرادی‌نسب - انتشارات خرسندی (۱۳۸۹)
- اهداف ایالات متحده آمریکا چیست - ترجمهٔ خلیل دباش - نشر ستاره جنوب (۱۳۹۱)
- جنبش تسخیر: اشغال وال استریت - ترجمهٔ جعفر فلاحی - نشر مرکز (۱۳۹۳) (Occupy)[۲] (چاپ دیگری با نام: تسخیر خیابان‌های آمریکا از وال استریت تا مین استریت - ترجمهٔ ضیا خسروشاهی - انتشارات هونار - ۱۳۹۵)
- طرحی برای آینده (اشغال گری‌ها، دخالت‌ها، امپراتوری و پایداری) - ترجمهٔ هانا ناصر زاده - انتشارات مروارید (۱۳۹۳)
- قدرت بسیار خطرناک: خاورمیانه و سیاست خارجی آمریکا - ترجمهٔ رضا اسپیلی - نشر الکترونیک روزگار (۱۳۹۱)[۳]
- نگاهی انتقادی به سیاست آمریکا: گفتگو با نوآم چامسکی - دنیس رابرت، ورونیکا زارا کویز - ترجمهٔ خجسته کیهان - انتشارات افق (۱۳۹۱)
- دربارهٔ تروریسم غرب از هیروشیما تا پهپادها - نوآم چامسکی، آندره ولچک - ترجمهٔ مازیار کاکوان - انتشارات پویا، آلمان - کلن (۱۳۹۳/۲۰۱۴) (همان، انتشارات مهراندیش، ۱۳۹۴)
- نظام‌های سلطه - ترجمهٔ امیرحسین مدبرنیا - نشر دنیای نو[۴] ۱۳۹۵
- در باب آنارشیسم - ترجمهٔ رضا اسکندری - نشر افکار (۱۳۹۵)[۵]
- جهان چگونه کار می‌کند - ترجمهٔ پروین دانشور - سازمان چاپ و انتشارات ایران جام (۱۳۹۶)
- طرحی برای آینده - ترجمهٔ هانا ناصرزاده - انتشارات مروارید (۱۳۹۶)
- چه کسی بر جهان حکومت می‌کند؟ - محسن عسکری جهقی - نشر ثالث (۱۳۹۷) (چاپ دیگری با نام: حاکمان جهان کیستند؟ - ترجمهٔ رضا قشلاقی - انتشارات دیبایه - ۱۳۹۶)
- مناظرهٔ چامسکی و فوکو در باب طبیعت بشر - نوآم چامسکی، میشل فوکو - ترجمهٔ مهدی افشار - نشر مصدق (۱۳۹۷)
- همان که ما می‌گوییم - ترجمهٔ رضا قشلاقی - نشر خرسندی (۱۳۹۷)
- امپراتوران و دزدان دریایی - ترجمهٔ محسن عسکری جهقی - نشر ثالث (۱۳۹۸)
- غزه در بحران - ترجمهٔ محسن عسکری جهقی - نشر ثالث (۱۳۹۸)
- اربابان بشریت (مقالات و سخنرانی ها طی ۱۹۶۹ الی ۲۰۱۳) - ترجمهٔ محمد حریری اکبری - انتشارات قالان یورد (۱۳۹۹)
- دربارهٔ فلسطین - نوآم چامسکی، ایلان پاپه - ترجمهٔ محسن عسکری جهقی - نشر ثالث (۱۳۹۹)
- بحران اقلیمی و توافقِ جدیدِ سبزِ جهانی: راهکارهای اقتصادِ سیاسی برای نجات کره زمین (The Climate Crisis and the Global Green New Deal: The Political Economy of Saving the Planet) - نوآم چامسکی و رابرت پالین - انتشارات وِرزو بوکس (Verso Books) (۱۳۹۹/۲۰۲۰)
- خوش‌بینی ورای نومیدی (در باب سرمایه‌داری، امپراتوری و تغییر اجتماعی)- ترجمهٔ نرگس حسن‌لی - نشر بان (۱۴۰۰)
- ما چگونه موجوداتی هستیم - ترجمهٔ مصطفی برزگر و نیره جودی - انتشارات نویسه پارسی (۱۴۰۰)
- مرثیه ای برای رؤیای آمریکایی (ده اصل در باب تمرکز ثروت و قدرت) - ترجمهٔ محمد نصیری - انتشارات صاد (۱۴۰۰)

## زبان‌شناسی
- ساخت‌های نحوی - ترجمهٔ احمد سمیعی گیلانی - انتشارات خوارزمی (۱۳۷۴)
- جنبه‌هایی از نظریهٔ نحو (Aspects of the Theory of Syntax / MIT Press / 1965)
- زبان‌شناسی دکارتی: فصلی از تاریخ تفکر عقلگرا - ترجمهٔ احمد طاهریان، انتشارات هرمس (۱۳۷۷)
- زبان و مسائل دانش - ترجمهٔ علی درزی، نشر آگه (۱۳۷۸)
- زبان و اندیشه - ترجمهٔ کوروش صفوی انتشارات هرمس (۱۳۷۹)
- دانش زبان: ماهیت، منشأ و کاربرد آن - ترجمهٔ علی درزی - نشر نی (۱۳۸۰)
- کنترل رسانه‌ها - عبدالرضا شاه محمدی - انتشارات فکرت (۱۳۸۱)
- معماری زبان - ترجمهٔ محمد فرخی یکتا - انتشارات روزبهان (۱۳۸۹)
- زبان و ذهن - ترجمهٔ کوروش صفوی - انتشارات هرمس (۱۳۹۳)
- دربارهٔ طبیعت و زبان - ترجمهٔ محمد فرخی‌یکتا - انتشارات روزبهان (۱۳۹۸)
- برنامه کمینه‌گرا - ترجمهٔ محمد فرخی یکتا - انتشارات مدید (۱۳۹۹)